# Huerteales
Huerteales je biljni red iz razreda Magnoliopsida, koji je dobio ime po rodu Huertea iz Južne Amerike i Kariba. Opisao ga je A. B. Doweld 2001. godine, a pripada mu četiri porodica s devedesetak vrsta.
U redu Huerteales postoji 10 ugroženih vrsta, među kojima 6 od 9 vrsta iz roda Leptolaena i četiri od osam vrsta iz roda Sarcolaena.

## Porodice
- Dipentodontaceae Merr.
- Gerrardinaceae M.H. Alford
- Petenaeaceae Christenh., M.F. Fay & M.W. Chase
- Tapisciaceae Takht.